# Sadik Fofana
Sadik Fofana (Aken, 16 mei 2003) is een Togolees-Duits voetballer die als middenvelder voor Grazer AK speelt.

## Carrière
Sadik Fofana speelde in de jeugd van Kohlscheider BC, Spvgg 1928 Straß, Alemannia Aachen en Bayer 04 Leverkusen. In het seizoen 2021/22 zat hij een aantal wedstrijden bij de selectie van het eerste elftal van Leverkusen, maar debuteerde nooit. In de zomer van 2022 kreeg hij een contract aangeboden bij Leverkusen, wat hem voor twee seizoenen verhuurde aan 1. FC Nürnberg. Hij debuteerde in het betaald voetbal voor Nürnberg op 23 juli 2022, in de met 2-0 gewonnen thuiswedstrijd tegen Greuther Fürth. Hij kwam in de 77e minuut in het veld voor Johannes Geis. In de eerste seizoenshelft groeide Fofana uit tot een vaste basisspeler, maar hij raakte deze basisplaats weer kwijt in de tweede seizoenshelft. Na één seizoen werd de verhuurperiode door Nürnberg beëindigd, waarna Leverkusen hem een jaar aan Fortuna Sittard verhuurde. Hij debuteerde voor Fortuna op 21 oktober 2023, in de met 3-1 verloren uitwedstrijd tegen PSV. Hij kwam in de 81e minuut in het veld voor Rodrigo Guth. Bij Fortuna groeide hij ook niet uit tot een vaste waarde en speelde hij in totaal dertien wedstrijden. Na het einde van zijn verhuurperiode vertrok hij in januari transfervrij bij Leverkusen en maakte hij de overstap naar het Oostenrijkse Grazer AK.

## Clubstatistieken
| Seizoen                     | Club                | Land           | Competitie          | Competitie | Competitie | Beker | Beker | Totaal | Totaal |
| Seizoen                     | Club                | Land           | Competitie          | Wed.       | Dlp.       | Wed.  | Dlp.  | Wed.   | Dlp.   |
| --------------------------- | ------------------- | -------------- | ------------------- | ---------- | ---------- | ----- | ----- | ------ | ------ |
| 2021/22                     | Bayer 04 Leverkusen | Duitsland      | Bundesliga          | 0          | 0          | 0     | 0     | 0      | 0      |
| 2022/23                     | → 1. FC Nürnberg    | Duitsland      | 2. Bundesliga       | 19         | 0          | 1     | 0     | 20     | 0      |
| 2022/23                     | → 1. FC Nürnberg II | Duitsland      | Regionalliga Bayern | 4          | 0          | –     | –     | 4      | 0      |
| 2023/24                     | → Fortuna Sittard   | Nederland      | Eredivisie          | 11         | 0          | 2     | 0     | 13     | 0      |
| 2024/25                     | Bayer 04 Leverkusen | Duitsland      | Bundesliga          | 0          | 0          | 0     | 0     | 0      | 0      |
| 2024/25                     | Grazer AK           | Oostenrijk     | Bundesliga          | 10         | 0          | 0     | 0     | 10     | 0      |
| Carrièretotaal              | Carrièretotaal      | Carrièretotaal | Carrièretotaal      | 44         | 0          | 3     | 0     | 47     | 0      |
| Bijgewerkt op 24 april 2025 |                     |                |                     |            |            |       |       |        |        |

## Interlandcarrière
Sadik Fofana speelde een zestal interlands voor het Duits voetbalelftal onder 20. In 2024 werd hij voor het eerst geselecteerd voor het Togolees voetbalelftal, door bondscoach Paulo Duarte. Fofana debuteerde voor Togo op 22 maart 2024, in de met 1-2 gewonnen vriendschappelijke wedstrijd tegen Niger.
| Interlands van Sadik Fofana voor Togo | Interlands van Sadik Fofana voor Togo | Interlands van Sadik Fofana voor Togo | Interlands van Sadik Fofana voor Togo | Interlands van Sadik Fofana voor Togo | Interlands van Sadik Fofana voor Togo |
| №                                     | Datum                                 | Wedstrijd                             | Uitslag                               | Soort wedstrijd                       | Doelpunten                            |
| Als speler bij Fortuna Sittard        | Als speler bij Fortuna Sittard        | Als speler bij Fortuna Sittard        | Als speler bij Fortuna Sittard        | Als speler bij Fortuna Sittard        | Als speler bij Fortuna Sittard        |
| ------------------------------------- | ------------------------------------- | ------------------------------------- | ------------------------------------- | ------------------------------------- | ------------------------------------- |
| 1.                                    | 22 maart 2024                         | Niger − Togo                          | 1 – 2                                 | Vriendschappelijk                     | 0                                     |
| 2.                                    | 9 juni 2024                           | Congo-Kinshasa − Togo                 | 1 – 0                                 | WK 2026 (kwalificatie)                | 0                                     |
| Als speler bij Bayer 04 Leverkusen    |                                       |                                       |                                       |                                       |                                       |
| 3.                                    | 14 oktober 2024                       | Togo − Algerije                       | 0 – 1                                 | Africa Cup 2025 (kwalificatie)        | 0                                     |
| 4.                                    | 17 november 2024                      | Togo − Equatoriaal-Guinea             | 3 – 0                                 | Africa Cup 2025 (kwalificatie)        | 0                                     |
| Als speler bij Grazer AK              |                                       |                                       |                                       |                                       |                                       |
| 5.                                    | 25 maart 2025                         | Senegal − Togo                        | 2 – 0                                 | WK 2026 (kwalificatie)                | 0                                     |